# Президент Мальдив
Президент Мальдив (мальд. ދިވެހިރާއްޖޭގެ ރައީސުލްޖުމްހޫރިއްޔާ) — глава государства, председатель правительства и первый гражданин республики, главнокомандующий Мальдивских вооружённых сил.
Нынешним президентом является Мохамед Муиззу, который был избран в 2023 году большинством в 54,05 %, победив тогдашнего президента Ибрагима Мохамеда Солиха.

## Список президентов
| №                                        | Портрет                                  | Имя (годы жизни)                                 | Полномочия                               | Полномочия                               | Партия                                   | Вице-президент                           |
| №                                        | Портрет                                  | Имя (годы жизни)                                 | Начало                                   | Окончание                                | Партия                                   | Вице-президент                           |
| Президенты Первой республики (1953—1954) | Президенты Первой республики (1953—1954) | Президенты Первой республики (1953—1954)         | Президенты Первой республики (1953—1954) | Президенты Первой республики (1953—1954) | Президенты Первой республики (1953—1954) | Президенты Первой республики (1953—1954) |
| ---------------------------------------- | ---------------------------------------- | ------------------------------------------------ | ---------------------------------------- | ---------------------------------------- | ---------------------------------------- | ---------------------------------------- |
| 1                                        |                                          | Мохамед Амин Диди (1910—1954)                    | 1 января 1953                            | 2 сентября 1953                          | Народная прогрессивная партия            | Ибрахим Мухаммад Диди                    |
| —                                        |                                          | Ибрахим Мухаммад Диди (и. о.) (1902—1980)        | 2 сентября 1953                          | 7 марта 1954                             | Народная прогрессивная партия            | вакантно                                 |
| пост отменён                             |                                          |                                                  |                                          |                                          |                                          |                                          |
| Султанат Мальдив (1954—1968)             |                                          |                                                  |                                          |                                          |                                          |                                          |
| —                                        |                                          | султан Мухаммед Фарид Диди (1901—1969)           | 7 марта 1954                             | 11 ноября 1968                           | королевская династия                     | —                                        |
| пост восстановлен                        |                                          |                                                  |                                          |                                          |                                          |                                          |
| Президенты Второй республики (с 1968)    |                                          |                                                  |                                          |                                          |                                          |                                          |
| 2                                        |                                          | Ибрагим Насир Раннабадери Килагефану (1926—2008) | 11 ноября 1968                           | 11 ноября 1973                           | независимый                              | вакантно                                 |
| 2                                        | 11 ноября 1973                           | Ибрагим Насир Раннабадери Килагефану (1926—2008) | 11 ноября 1978                           | коллективное управление                  | независимый                              |                                          |
| 3                                        |                                          | Момун Абдул Гаюм (1937—)                         | 11 ноября 1978                           | 11 ноября 1983                           | независимый (до 21 января 2005)          | вакантно                                 |
| 3                                        | 11 ноября 1983                           | Момун Абдул Гаюм (1937—)                         | 11 ноября 1988                           |                                          | независимый (до 21 января 2005)          | вакантно                                 |
| 3                                        | 11 ноября 1988                           | Момун Абдул Гаюм (1937—)                         | 11 ноября 1993                           |                                          | независимый (до 21 января 2005)          | вакантно                                 |
| 3                                        | 11 ноября 1993                           | Момун Абдул Гаюм (1937—)                         | 11 ноября 1998                           |                                          | независимый (до 21 января 2005)          | вакантно                                 |
| 3                                        | 11 ноября 1998                           | Момун Абдул Гаюм (1937—)                         | 11 ноября 2003                           |                                          | независимый (до 21 января 2005)          | вакантно                                 |
| 3                                        | 11 ноября 2003                           | Момун Абдул Гаюм (1937—)                         | 11 ноября 2008                           | Мальдивская народная партия              |                                          | вакантно                                 |
| 4                                        |                                          | Мохамед Нашид (1967—)                            | 11 ноября 2008                           | 7 февраля 2012                           | Мальдивская демократическая партия       | Мохаммед Вахид Хассан Маник              |
| 5                                        |                                          | Мохаммед Вахид Хассан Маник (1953—)              | 7 февраля 2012                           | 17 ноября 2013                           | Партия национального единства            | Мохаммед Вахид Дин                       |
| 6                                        |                                          | Абдулла Ямин (1959—)                             | 17 ноября 2013                           | 17 ноября 2018                           | Прогрессивная партия Мальдив             | Мохамед Джамиль Ахмед                    |
| 7                                        |                                          | Ибрагим Мохамед Солих (1962—)                    | 17 ноября 2018                           | 17 ноября 2023                           | Мальдивская демократическая партия       | Фейсал Назим                             |
| 8                                        |                                          | Мохамед Муиззу (1978—)                           | 17 ноября 2023                           | действующий                              | Прогрессивная партия Мальдив             | Хусейн Мохамед Латиф                     |